# Anaglyptus arabicus
Anaglyptus arabicus là một loài bọ cánh cứng trong họ Cerambycidae.